# Gila (New Mexico)
Gila is een plaats in Grant County in New Mexico. In 2000 had het 132 inwoners. Gila ligt in de buurt van Silver City.

## Trivia
- In de televisieserie Prison Break is Gila de plaats waar Michael Scofield en Sara Tancredi elkaar ontmoeten.